# Наша доля
На́ша до́ля — еженедельная газета революционно-демократического направления, первая легальная газета на белорусском языке. Издавалась в Вильно группой деятелей Белорусской социалистической грамады. Первый номер газеты вышел 1 сентября 1906 года. Разовый тираж первого номера составил 10 тыс. экземпляров. Всего вышло 6 номеров, 5 из них были конфискованы; 7-й был уничтожен ещё в «наборе».
Половина тиража печаталась кириллицей, другая половина — латиницей.

## История
Редактор-издатель — виленский мещанин И. А. Тукеркес; с 18 ноября 1906 года за редактора был А. Гедвила. Настоящие учредители — часть руководства Белорусской социалистической грамады, а именно, братья И. и А. Луцкевичи, А. Пашкевич (Тётка) и Франтишек Умястовский.
В программной статье «К читателям» газета выступила за революционное движение, социальную и национальную свободу, развитие классового самосознания рабочих и крестьян, образование на родном языке. Печатала публицистические и агитационные статьи («Что будет?», «Доход российского царя», «Погром», «Как мужику улучшить свою жизнь» и др.), в которых разоблачала антинародную политику царизма. Информировала о революционных событиях в стране, тяжёлое положение крестьянства.
Печатались в газете произведения Тётки (стихотворение «Наш клин» и рассказ «Присяга над кровавыми бороздами»), писателя Я. Коласа (стихотворения «Наш родной край» — 1 сентября 1906 года, первое выступление поэта в печати, «Белорусам», «Осенний вечер», рассказ «Слободы») и другие. Опубликован рассказ Ядвигина Ш. «Суд».